# Quốc lộ 1 (Pháp)
Quốc lộ 1 (tiếng Pháp: Route Nationale 1) là một tuyến đường nối hai thành phố Paris và Calais.

## Lộ trình

### Paris - Amiens
Tuyến quốc lộ này xuất phát từ Paris, ở Porte de la Chapelle, chạy theo hướng bắc đến Amiens.
- Paris, Porte de la Chapelle  N1  (km 0)
- Saint-Denis (km 5)
- Pierrefitte-sur-Seine  N1  (km 8)
- Sarcelles  D301  (km 1)
- Groslay (km 11)
- Saint-Brice-sous-Forêt (km 13)
- Ézanville (km 16)
- Moisselles et Domont  D301  (km 17)
- Bouffémont  D301  (Km 18)
- La Croix-Verte Attainville y Baillet-en-France N 1 (km 20)
- Montsoult (km 21)
- Maffliers (km 22)
- Presles (km 26)
- Bosque de L'Isle-Adam N 1 (km 29)
- Bosque de L'Isle-Adam  D301  (km 29)
- Central Térmica de Champagne-sur-Oise  D1001  (km 32)
- Puiseux-le-Hauberger (km 40)
- La Mare d'Ovillers, Mortefontaine-en-Thelle (km 47)
- Sainte-Geneviève (Oise) (km 49)
- Noailles (km 54)
- Blainville, Ponchon (km 55)
- Roye, Ponchon (km 56)
- Le Gros Poirier, Abbecourt (km 58)
- Warluis (km 62)
- Allonne (km 65)
- Beauvais  D1001  (km 69)

La RN 1 sigue la antigua ruta nacional N181 y se dirige diercción nordeste.
- Beauvais  D1001  (km 69)
- Tillé (km 73)
- Abbeville-Saint-Lucien (km 81)
- Noirémont (km 86)
- Froissy (km 87)
- Vendeuil-Caply (km 94)
- Breteuil-sur-Noye  D1001  (km 97)
- Breteuil-sur-Noye  D1001  (km 97)
- Esquennoy (km 100)
- La Folie de Bonneuil, Bonneuil-les-Eaux (km 103)
- Flers-sur-Noye (km 110)
- Essertaux (km 111)
- Saint-Sauflieu (km 116)
- Hébécourt (km 119)
- Dury (km 123)
- Amiens  D1001  (km 130)

### Amiens - Bray-Dunes
- Amiens  D1001  (km 130)
- Flixecourt (km 156)
- Mouflers (km 159)
- Ailly-le-Haut-Clocher (km 164)
- Bellancourt (km 170)
- Abbeville (km 176)
- Hautvillers (km 184)
- Le Titre (km 185)
- Nouvion-en-Ponthieu  D1001  (km 189)
- Forest-Montiers (km 193)
- Bernay-en-Ponthieu (km 196)
- Vron (km 201)
- Nampont-Saint-Martin  D1001  (km 206)
- Nempont-Saint-Firmin  D901  (km 207)
- Lépine (km 210)
- Wailly-Beaucamp (km 213)
- Montreuil  D901  (km 219)
- Neuville-sous-Montreuil (km 221)
- Samer (km 240)
- Carly (km 244)
- Hesdin-l'Abbé (km 245)
- Isques (km 249)
- Pont-de-Briques, commune de Saint-Léonard (km 251)
- Saint-Léonard (km 252)
- Boulogne-sur-Mer  D901  (km 259)
- Calais  D940  (km 290)
- Marck (km 300)
- Oye-Plage  D940  (km 307)
- Gravelines  N1  (km 314)
- Les Huttes, xã Gravelines (km 315)
- Loon-Plage (km 321)
- Grande-Synthe (km 328)
- Petite-Synthe, xã Dunkerque (km 330)
- Saint-Pol-sur-Mer (km 331)
- Dunkerque (km 333)
- Rosendaël, xã Dunkerque (km 334)
- Les Dunes'd'Oye, xã Téteghem (km 337)
- Bray-Dunes  N1  (km 345)
- Furnes  Bỉ N39 (km 347)